# Wadelincourt
Wadelincourt és un municipi francès situat al departament de les Ardenes i a la regió del Gran Est. L'any 2007 tenia 540 habitants.

## Demografia

### Població
El 2007 la població de fet de Wadelincourt era de 540 persones. Hi havia 210 famílies de les quals 40 eren unipersonals (20 homes vivint sols i 20 dones vivint soles), 71 parelles sense fills, 75 parelles amb fills i 24 famílies monoparentals amb fills.
La població ha evolucionat segons el següent gràfic:
Habitants censats

### Habitatges
El 2007 hi havia 228 habitatges, 215 eren l'habitatge principal de la família, 6 eren segones residències i 7 estaven desocupats. 196 eren cases i 32 eren apartaments. Dels 215 habitatges principals, 165 estaven ocupats pels seus propietaris, 46 estaven llogats i ocupats pels llogaters i 5 estaven cedits a títol gratuït; 3 tenien una cambra, 5 en tenien dues, 26 en tenien tres, 62 en tenien quatre i 119 en tenien cinc o més. 142 habitatges disposaven pel capbaix d'una plaça de pàrquing. A 81 habitatges hi havia un automòbil i a 117 n'hi havia dos o més.

### Piràmide de població
La piràmide de població per edats i sexe el 2009 era:
| Homes | Edats   | Dones |
| ----- | ------- | ----- |
| 0     | 95 o +  | 0     |
| 0     | 90 a 94 | 0     |
| 4     | 85 a 89 | 4     |
| 0     | 80 a 84 | 4     |
| 4     | 75 a 79 | 0     |
| 16    | 70 a 74 | 28    |
| 8     | 65 a 69 | 12    |
| 12    | 60 a 64 | 20    |
| 8     | 55 a 59 | 12    |
| 8     | 50 a 54 | 12    |
| 20    | 45 a 49 | 8     |
| 28    | 40 a 44 | 24    |
| 20    | 35 a 39 | 28    |
| 16    | 30 a 34 | 4     |
| 32    | 25 a 29 | 28    |
| 8     | 20 a 24 | 4     |
| 16    | 15 a 19 | 12    |
| 24    | 10 a 14 | 32    |
| 24    | 5 a 9   | 4     |
| 32    | 0 a 4   | 8     |

## Economia
El 2007 la població en edat de treballar era de 368 persones, 265 eren actives i 103 eren inactives. De les 265 persones actives 230 estaven ocupades (137 homes i 93 dones) i 35 estaven aturades (9 homes i 26 dones). De les 103 persones inactives 24 estaven jubilades, 45 estaven estudiant i 34 estaven classificades com a «altres inactius».

### Ingressos
El 2009 a Wadelincourt hi havia 218 unitats fiscals que integraven 546,5 persones, la mediana anual d'ingressos fiscals per persona era de 17.768 €.

### Activitats econòmiques
Dels 18 establiments que hi havia el 2007, 1 era d'una empresa extractiva, 4 d'empreses de fabricació d'altres productes industrials, 4 d'empreses de construcció, 3 d'empreses de comerç i reparació d'automòbils, 1 d'una empresa immobiliària i 5 d'empreses de serveis.
Dels 5 establiments de servei als particulars que hi havia el 2009, 1 era un taller de reparació d'automòbils i de material agrícola, 2 fusteries, 1 lampisteria i 1 electricista.

## Poblacions properes
El següent diagrama mostra les poblacions més properes.